# Korsberga (commune de Vetlanda)
Korsberga est une localité de Suède dans la commune de Vetlanda située dans le comté de Jönköping.
Sa population était de 719 habitants en 2019.